# Proatheris superciliaris
Proatheris superciliaris is een slang uit de familie adders (Viperidae).

## Naam en indeling
De wetenschappelijke naam van de soort werd voor het eerst voorgesteld door Wilhelm Peters in 1855. De soort behoorde lange tijd tot de geslachten Vipera, Atheris en Bitis, waardoor de verouderde wetenschappelijke naamgeving in de literatuur nog wel wordt gebruikt. De soort werd door Donald George Broadley in 1996 aan het geslacht Proatheris toegewezen en is tegenwoordig de enige vertegenwoordiger van deze monotypische groep.

## Verspreiding en habitat
Proatheris superciliaris komt voor in delen van zuidoostelijk Afrika en leeft in de landen Malawi, Mozambique en Tanzania.